# Greg Barton
Gregory Mark Barton –conocido como Greg Barton– (Jackson, 2 de diciembre de 1959) es un deportista estadounidense que compitió en piragüismo en la modalidad de aguas tranquilas.
Participó en tres Juegos Olímpicos de Verano entre los años 1984 y 1992, obteniendo un total de cuatro medallas, dos de oro y dos de bronce. En los Juegos Panamericanos de 1987 consiguió dos medallas de oro.
Ganó seis medallas en el Campeonato Mundial de Piragüismo entre los años 1985 y 1991.

## Palmarés internacional
| Juegos Olímpicos     | Juegos Olímpicos              | Juegos Olímpicos  | Juegos Olímpicos |
| Año                  | Lugar                         | Medalla           | Competición      |
| -------------------- | ----------------------------- | ----------------- | ---------------- |
| 1984                 | Los Ángeles (Estados Unidos)  | Medalla de bronce | K1 1000 m        |
| 1988                 | Seúl (Corea del Sur)          | Medalla de oro    | K1 1000 m        |
| 1988                 | Seúl (Corea del Sur)          | Medalla de oro    | K2 1000 m        |
| 1992                 | Barcelona (España)            | Medalla de bronce | K1 1000 m        |
| Campeonato Mundial   |                               |                   |                  |
| Año                  | Lugar                         | Medalla           | Competición      |
| 1985                 | Malinas (Bélgica)             | Medalla de oro    | K1 10 000 m      |
| 1987                 | Duisburgo (RFA)               | Medalla de oro    | K1 1000 m        |
| 1987                 | Duisburgo (RFA)               | Medalla de oro    | K1 10 000 m      |
| 1990                 | Poznań (Polonia)              | Medalla de plata  | K1 10 000 m      |
| 1991                 | París (Francia)               | Medalla de bronce | K1 1000 m        |
| 1991                 | París (Francia)               | Medalla de oro    | K1 10 000 m      |
| Juegos Panamericanos |                               |                   |                  |
| Año                  | Lugar                         | Medalla           | Competición      |
| 1987                 | Indianápolis (Estados Unidos) | Medalla de oro    | K1 1000 m        |
| 1987                 | Indianápolis (Estados Unidos) | Medalla de oro    | K2 1000 m        |